# Distretto di Uchquduq
Il distretto di Uchquduq è uno degli 8 distretti della Regione di Navoiy, in Uzbekistan. Il capoluogo è Uchquduq.  Fin dagli inizi del XX secolo, il territorio è usato come pascolo dagli allevatori di bestiame.
| Controllo di autorità | VIAF (EN) 157495588 · LCCN (EN) no2008091134 |